# Gentiana macgregorii
Gentiana macgregorii är en gentianaväxtart som beskrevs av William Botting Hemsley. Gentiana macgregorii ingår i släktet gentianor, och familjen gentianaväxter. Inga underarter finns listade i Catalogue of Life.